# Heteromys catopterius
Heteromys catopterius és una espècie de mamífer rosegador de la família dels heteròmids. És endèmic de la Serralada de la Costa, al nord i nord-est de Veneçuela. Té el pelatge dorsal de color pissarra fosc o negre i el ventre blanc. El seu nom específic, catopterius, significa ‘que gaudeix d'una vista espectacular’ en grec llatinitzat i es refereix a la serralada on viu, que ofereix vistes excepcionals de la costa del Carib.